# Agathaumas
Agathaumas là một chi khủng long, được Cope mô tả khoa học năm 1872.